# 10776 Musashitomiyo
10776 Musashitomiyo è un asteroide della fascia principale. Scoperto nel 1991, presenta un'orbita caratterizzata da un semiasse maggiore pari a 2,4314566 UA e da un'eccentricità di 0,1311712, inclinata di 5,09611° rispetto all'eclittica.